# Thereva frontosa
Thereva frontosa är en tvåvingeart som beskrevs av Krober 1912. Thereva frontosa ingår i släktet Thereva och familjen stilettflugor. Inga underarter finns listade i Catalogue of Life.